# Помазанський Іван Олександрович
Іван Олександрович Помаза́нський (нар. 11 квітня 1848, Сквирський повіт — пом. 1918, Петроград) — російський арфіст, диригент і композитор.

## Біографія
Народився 30 березня [11 квітня] 1848 року у Сквирському повіті Київської губернії Російської імперії. У дитинстві співав у придворній співацькій капелі. У 1868 році закінчив Петербурзьку консерваторію (клас арфи Альберта Цабеля). З 1868 року — соліст балетного, а згодом оперного оркестрів (одночасно з 1872 року хормейстер) Маріїнського театру у Санкт-Петербузі.

## Творчість
Автор кантати «Смерть Самсона», увертюри на російські теми, п'єс для фортепіано, романсів на слова Олексія Кольцова, Михайла Лермонтова, Олександра Пушкіна, музики до драматичних спектаклів.